# Фохт, Карл
Карл Фохт или Карл Фогт (нем. Carl Vogt; 5 июля 1817, Гисен — 5 мая 1895, Женева) — немецкий естествоиспытатель, зоолог, палеонтолог, врач (значительную часть карьеры работал в Швейцарии и во Франции). Известен также как философ, представитель вульгарного материализма (философские взгляды Фохта излагаются в его естественно-научных работах).

## Биография
Воспитывался в Гиссене, где отец его занимал кафедру медицины, и тут же получил первое университетское образование, слушая с 1833 года лекции по медицине и занимаясь в химической лаборатории Либиха. В 1835 году, когда отец его был приглашён профессором в Берн, Фохт также перешёл на этот университет; занимаясь под руководством Валентина анатомическими и физиологическими изысканиями — в 1839 был удостоен степени доктора медицины. Вскоре после этого Фохт переселился в Нёвшатель и вместе с Дезором и Агассисом произвёл ряд изысканий в области зоологии и геологии во вновь учреждённой Агассисом зоолого-геологической лаборатории. Главным предметом изысканий в этот период его жизни служили истории развития, анатомии и палеонтологии рыб, история развития повитухи, происхождение так назыв. красного снега (причиной которого он видел в присутствии тихоходок и одного вида коловраток) и, наконец, геология и в особенности происхождение ледников. С 1844 по 1846 гг. жил в Париже, а отчасти и в Ницце, продолжая свои исследования по зоологии и геологии; здесь он написал свои известные «Физиологические письма», переведённые почти на все европейские языки, и учебник геологии и палеонтологии, составленный первоначально по лекциям Эли де Бомона.
В 1847 году, будучи в Ницце, он получил приглашение занять кафедру зоологии в родном городе Гиссене, но уже в следующем году был принуждён бежать в Швейцарию: приняв самое живое участие в революционных событиях 1848 (был депутатом левого крыла в Национальном собрании во Франкфурте и одним из пяти регентов Империи), был уволен от службы и в конце концов был приговорён к смерти. В этот период деятельности Фохт напечатал имевший громадный успех научно-популярный труд «Океан и Средиземное море», заключающий в себе результаты исследований, произведённых во время первого его пребывания во Франции и на берегу Средиземного моря. В этом сочинении, как и в своих «Физиологических письмах», Фохт впервые проявил выдающийся талант в изображении природы в научно-популярном виде. В Берне, куда бежал из Германии Фохт, он прожил недолго и с 1850 по 1852 гг. вновь занялся изучением фауны Средиземного моря в Ницце и в то же время составил отличный для своего времени учебник зоологии под заглавием «Зоологические письма»; в 1852 получил приглашение читать лекции по зоологии в Женеве, а после смерти Пикте (Pictet) занял кафедру зоологии, сравнительной анатомии и палеонтологии. Здесь после долгого периода странствований оставался до своей смерти, занимаясь сначала зоологическими исследованиями, затем антропологией, а в восьмидесятых годах вернулся вновь к чисто зоологическим работам. В этот период научной деятельности появились его «Лекции о человеке», в которых он выступил ярым защитником полифилетического происхождения человека и вызвал живую полемику статьёй о микроцефалах; в последние годы жизни предпринял ещё два капитальных труда, а именно естественную историю млекопитающих и учебник сравнительной анатомии. Занимал пост ректора Женевского университета.

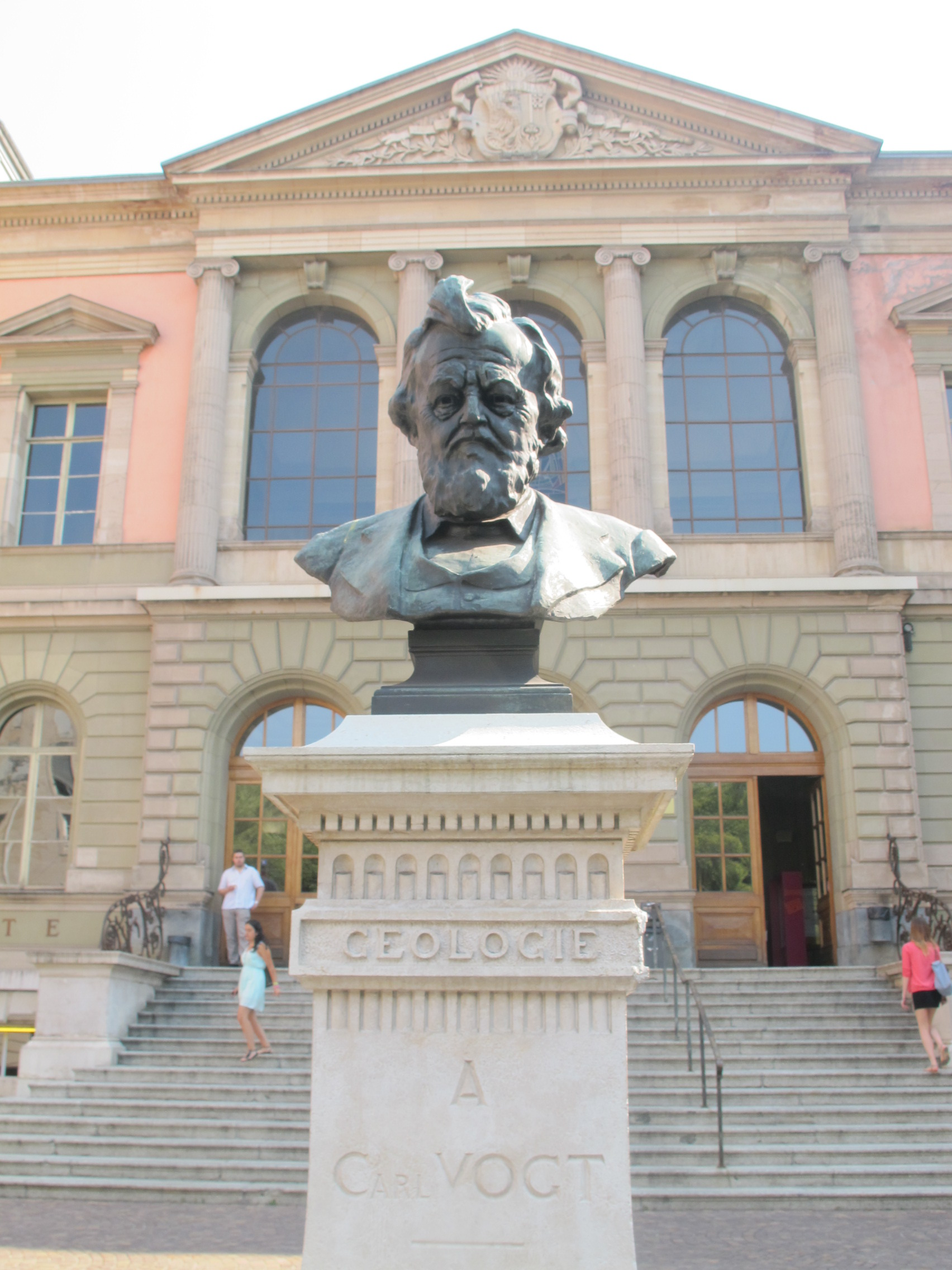
Бюст Карла Фохта перед зданием Женевского университета

Фохт, рано обративший внимание на важное значение онтогенетических изысканий, был ревностным поклонником дарвинизма, хотя в частностях его взгляды иногда и расходились с мнениями Дарвина; он считается одним из усерднейших немецких передовых бойцов за идею материализма в естественных науках. Был блестящим преподавателем и оратором как в области науки, так и в своей политической деятельности, принимая горячее участие во всех общественных и государственных делах.
По мнению историка и социолога Б. Ф. Поршнева: знаменитое утверждение, что «человек произошел от обезьяны» Ч. Дарвину не принадлежит, так как этот тезис открыл и фундаментально обосновал Фохт в публичных лекциях, прочитанных им в 1862 году в Невшателе и таким образом: «…следует признать приоритет К. Фохта в создании теории происхождения человека от обезьяны».

## Основные труды
Из многочисленных работ наиболее выдающиеся:
- «Zur Anatomie der Amphibien» (Берн, 1839);
- «Beiträge zur Neurologie der Reptilien» (Берн, 1840);
- «Embryologie des Salmones» (сост. 1-й том соч. Л. Агассиса, «Histoire naturelle des Poissons d’eau douce de l’Europe centrale», Нёвшатель, 1842);
- «Untersuchungen über die Entwicklungsgeschichte der Geburtshelferkröte (Alytes obstetricans)» (Солотурн, 1842);
- «Im Gebirg und auf den Gletschern» (там же, 1843);
- «Anatomie des Salmones» (вместе с Агассисом, «Mem. Soc. Sc. Nat.», Нёвшатель, 1845);
- «Lehrbuch der Geologie und Petrefactenkunde» (2 т., Брауншвейг, 1846, 5 изд. 1879);
- «Recherches sur l’embryogénie des Mollusques gastéropodes» («Ann. Sc. Nat.» 1846);
- «Physiologische Briefe» (3 отд., Штутгарт, 1845—1846; 4-е изд. Гиссен, 1874);
- «Ocean und Mittelmeer» (2 т., Франкфурт, 1848);
- «Zoologische Briefe» (2 т., там же, 1851);
- «Naturgeschichte der lebenden und untergegangenen Thiere etc.» (2 т., там же, 1851);
- «Untersuchungen über die Thierstaaten» (там же, 1851);
- «Bilder aus dem Thierleben» (там же, 1852);
- «Mémoire sur les Hectocotyles etc.» (вместе с Верани, «Ann. Sc. Nat», 1852);
- «Köhlerglaube und Wissenschaft. Eine Streitschrift gegen Rudolph Wagner» (4-е изд., Гиссен, 1856);
- «Mémoire sur les Syphonophores de la mer de Nice» («Mem. Inst. Genevois», 1853);
- «Altes und Neues aus Thier- und Menschenleben» (Франкфурт, 1859);
- «Die Künstliche Fischzucht» (Лпц., 1859; 2-е изд. 1875);
- «Vorlesungen über nützliche und schädliche Thiere» (там же, 1865);
- «Vorlesungen über den Menschen» (2 т., Гиссен, 1864);
- «Mémoires sur les microcéphales ou hommes singes» («Mém. Inst. nat. Genevois», 1867);
- «Atlas der Zoologie» (33 табл., Лпц., 1875);
- «Die Herkunft der Eingeweidewürmer des Menschen» (Базель, 1877);
- «Die Säugethiere in Wort und Bild» (Мюнхен, 1883);
- «Lehrbuch der praktischen vergleichenden Anatomie» (вместе с Э. Юнгом, 2 т., Брауншвейг, 1888—1894);
- «Aus meinem Leben, Erinnerungen und Rückblicke» (Штутгарт, 1895). Большинство сочинений, за исключением монографий, переведено на русский язык.

## Труды, посвящённые Карлу Фогту
- Карл Маркс «Господин Фогт», 1860
- Александр Иванович Герцен, «Былое и думы», том II, «Рассказ о семейной драме»